# Celse de Milan
Pour les articles homonymes, voir Saint Celse, Celse et Saint-Celse.
Saint Celse († vers 56 ou en 64) est un jeune martyr chrétien du Ier siècle exécuté sous le règne de Néron. Il est fêté le 28 juillet par l'Église catholique avec Nazaire, et le 14 octobre par l'Église orthodoxe avec Nazaire, Gervais et Protais.

## Histoire et tradition
Selon une tradition remontant à saint Ambroise de Milan, Celse était l’enfant d’un notable de Cemenelum, cité gallo-romaine de la province des Alpes maritimes, aujourd'hui Cimiez, quartier résidentiel de la ville de Nice. Quand Nazaire y passa pour évangéliser la région, sa mère, convertie au christianisme, lui confia pour qu'il devienne disciple de Jésus. Dès lors, Celse et Nazaire ne devaient plus se séparer.
Mais le zèle apostolique de Nazaire va indisposer le gouverneur de Cimiez, qui les fit jeter tous deux en prison, et ils auraient sans doute payé de leur vie sans l’intervention de sa femme. Chassés de la ville, Nazaire a repris son bâton de prêcheur et c'est avec son nouveau compagnon qu'il continua sa route. L’enfant Celse suivit le fervent chrétien apprenant de lui à chaque village alpin rencontré, et ils bravèrent ensemble rigueur du climat et altitude. L’enthousiasme à propager la foi le gagna et ils atteignirent Embrun, ou Nazaire établit une première communauté de chrétiens. Puis ils continuèrent ainsi sans doute en longeant l’Isère par la vallée du Grésivaudan jusqu’à Genève, poursuivant jusqu’à Autun et même jusqu'à Trèves, siège du prétoire de la Gaule Belgique, dont les habitants connaissaient fort peu Jésus-Christ.
La prédication et l'établissement d'un oratoire par Nazaire va lui attirer les foudres de Cornélius, le gouverneur de la ville, qui prit la décision de l’emprisonner. Celse le suivit très ému, ne voulant ni rester seul ni l’abandonner, et il partagea sa captivité. Au bout de quelques jours, le préfet ordonna qu'ils soient sommés de renier leur foi et après diverses procédés et quelques sévices, voyant qu’ils restaient paisibles, résolus et même rayonnant pour Nazaire, ils furent condamnés à la déportation par ordre de Néron qui demanda qu’ils soient jetés en mer Tyrrhénienne.
Arrivés au large de la ville de Civitavecchia, les gardes les précipitèrent par-dessus bord mais au même moment un vent aussi impressionnant qu’inattendu menaça gravement de faire chavirer leur embarcation. Voyant les condamnés s’en sortir aisément et revenir vers eux avec au même moment le vent qui se calmait, ils furent enclins à se convertir. Il n’était plus question de s’en remettre aux autorités romaines. Le petit groupe continua sa navigation en remontant vers le Nord.

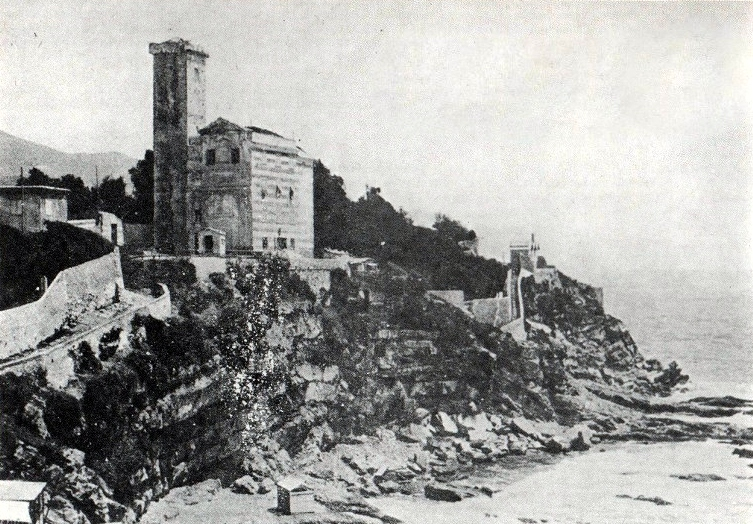
L'église Saints-Nazaire-et-Celse d'Albaro à la fin du XIX.

Un jour, Nazaire aperçut de loin un temple sur une colline, et il ressentit l’intuition qu’il devait s’y rendre. Après avoir renversé avec Celse les statues païennes du lieu consacré au dieu des morts Hadès, ils  commencèrent à prêcher au village voisin d’Albaro qui est aujourd’hui un quartier résidentiel de la ville de Gênes. Bon nombre de baptêmes suivirent sans représailles, et le village devint l’un des tout premier d’Italie à célébrer des messes. Puis d'Albaro, ils continuèrent leur apostolat à Gênes.
Porté par un tel succès, c’est tout naturellement que Nazaire eut souhait de rejoindre Milan. Malheureusement à cette époque, elle était gouvernée par le préfet Anolin qui se montrait plutôt intraitable avec les chrétiens. Ayant appris que Nazaire et Celse ne cessaient de prêcher, il les fit emprisonner, les jugea rapidement et les tourmenta, condamnant l’un et l’autre à être décapités.
À la fin du premier siècle, en mémoire des saints martyrs, les chrétiens d’Albaro érigèrent une chapelle non loin du temple romain où ils avaient débarqué. Une église, plusieurs fois rebâtie, subsista jusqu’en 1912.

## Culte

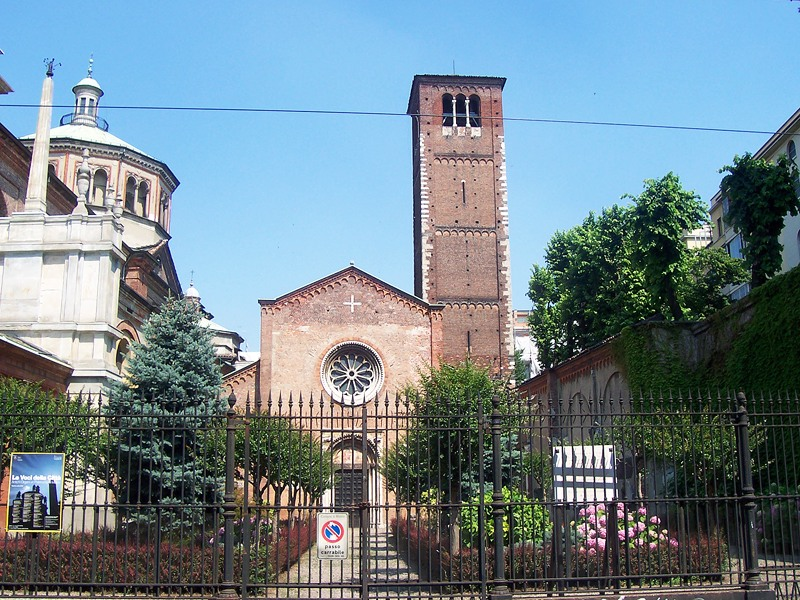
L'église Saint-Celse à Milan.

D'après Paulin de Nole qui le raconte dans sa Vita Ambrosii, Ambroise de Milan, évêque de la ville, aurait eu en 395 la révélation du lieu où les deux saints avaient été mis en terre : c’était dans un jardin hors de la cité. Les corps auraient été exhumés et retrouvés parfaitement conservés. Tandis qu’il transporta celui de Nazaire à la basilique qu’il consacra aux apôtres, il déposa celui de Celse dans une petite église qu’il fit construire à proximité de l’endroit. L’édifice fut reconstruit au XIe siècle, et au XVe siècle une autre église a été édifiée juste à ses côtés, Sainte-Marie des Miracles. La façade de celle dédiée à Celse fut refaite entre la fin du XVIIIe siècle et le début du XIXe, et reculée par rapport à celle de l’église voisine.
D’autres reliques de saint Celse se trouvent également dans l'église Saint-Louis de Chaumot (Yonne).

## Musique
- Celse martyr, tragédie lyrique, ou "tragédie biblique" en cinq actes, sur un texte du père Bretonneau, musique de Marc-Antoine Charpentier 1687 (perdue). Représentée le 10/11 février 1687 au collège Louis-Le-Grand à Paris[6].